# Vývojové prostředí

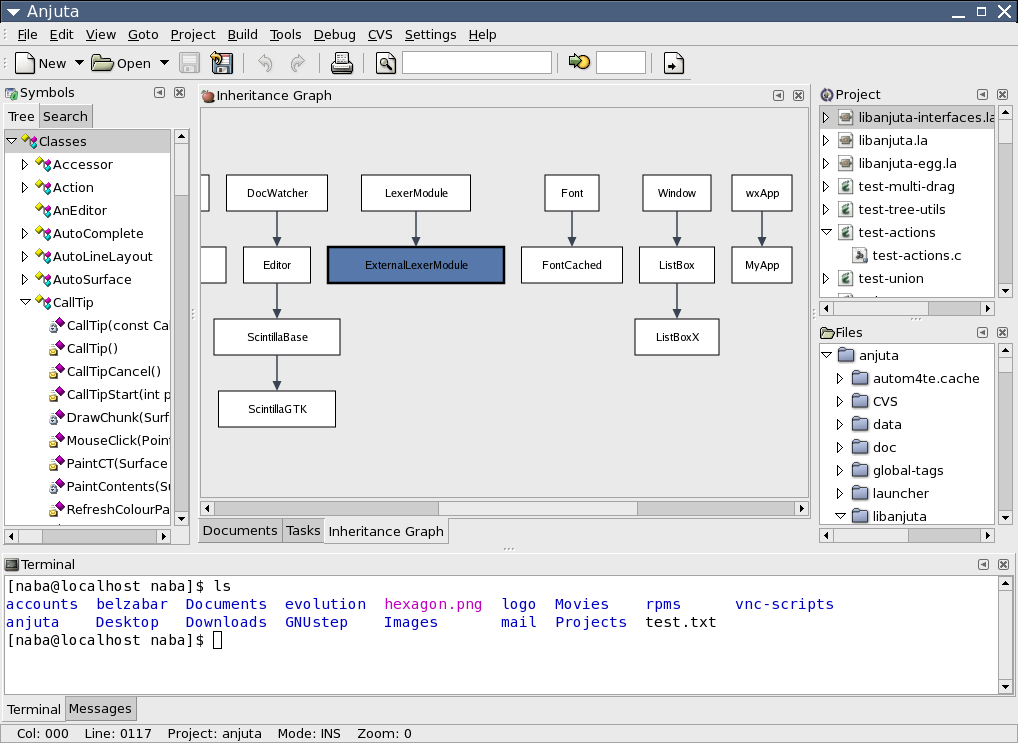
Anjuta, IDE pro C/C++ v prostředí GNOME

Vývojové prostředí (zkratka IDE, anglicky integrated development environment) je software usnadňující práci programátorů, většinou zaměřené na jeden konkrétní programovací jazyk. Obsahuje editor zdrojového kódu, kompilátor, případně interpret a většinou také debugger. Některé obsahují systém pro rychlý vývoj aplikací (zvaný RAD), který slouží pro vizuální návrh grafického uživatelského rozhraní. Pokud se jedná o nástroj pro objektově orientované programování, může obsahovat také object browser.
Vedle vývojových prostředí bychom měli ještě rozlišovat specializované editory zdrojového kódu, které mohou a nemusí s některým z vývojových prostředí spolupracovat a někdy se s vývojovými prostředími zaměňují, protože každé vývojové prostředí obsahuje vlastní editor. Ty zpravidla pouze usnadňují psaní kódu, a i když mohou být propojeny s příkazovou řádkou systému, externím kompilátorem či debuggerem, jejich záměrem není nahrazovat vývojové prostředí. Například zatímco Microsoft Visual Studio je plnohodnotným vývojovým prostředím, Microsoft Visual Studio Code je multifunkčním editorem zdrojového kódu a jde o odlišný produkt. Podobně například někteří uživatelé Linuxu používají textový editor Vim s různými vylepšeními (pluginy) jako editor zdrojového kódu, který může zastupovat různé funkce IDE.

## Souhrn

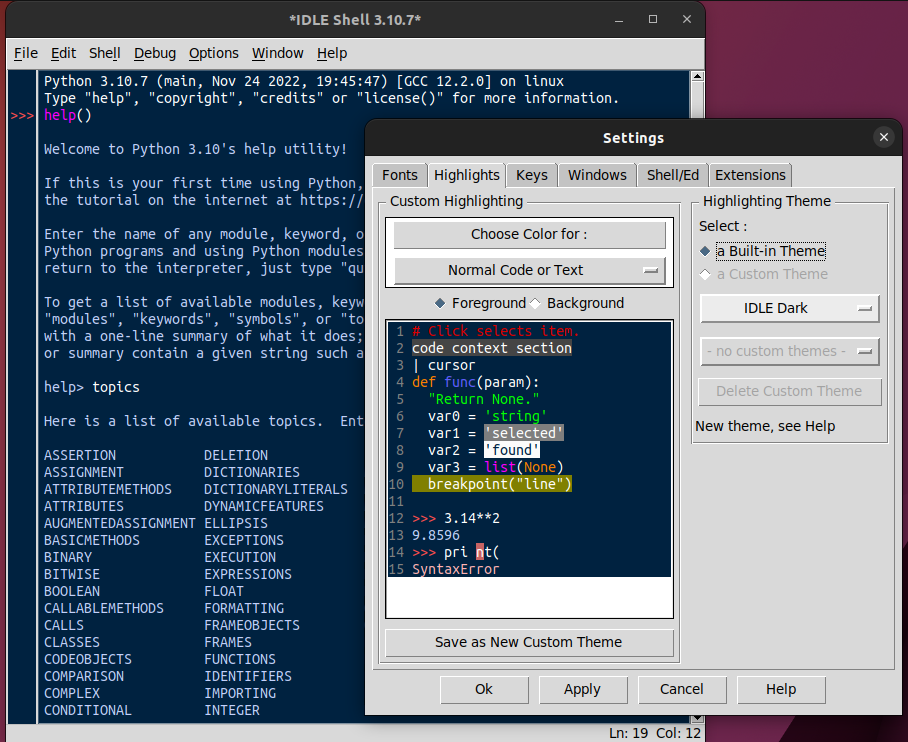
Ukázka vzhledu vývojového prostředí programovacího jazyka Python.

Vývojová prostředí jsou navržena tak, aby zvýšila produktivitu programátora pomocí provázaných komponent s podobným uživatelským rozhraním. To znamená, že programátor nemusí tolikrát přepínat mezi jednotlivými módy jako při použití individuálních vývojových nástrojů. Nicméně protože IDE je ze své podstaty komplikovaným softwarem, vysoká produktivita se projeví až po získání určitých zkušeností.
Zpravidla je IDE určeno pro konkrétní programovací jazyk, tak aby poskytovalo sadu vlastností, které se co nejvíce přizpůsobují programovacím paradigmatům daného jazyka. Nicméně existují i vícejazyková vývojová prostředí, například Eclipse, IntelliJ, ActiveState Komodo, poslední verze NetBeans, Microsoft Visual Studio.
IDE obvykle představují samostatný program, v němž probíhá celý vývoj aplikací. Tento program poskytuje mnoho nástrojů pro vývoj, úpravu, překlad a ladění softwaru. Cílem IDE je shrnout schopnosti nástrojů programovacího jazyka do takové ucelené podoby, která teoreticky snižuje čas potřebný k porozumění jazyku a zvyšuje produktivitu vývojáře. Těsná integrace činností může také ještě více přispět ke zvýšení produktivity. Například zdrojový kód může být překládán ještě během psaní a k tomu navíc jsou okamžitě k dispozici zpětné informace o syntaktických chybách. Zatímco většina moderních IDE je grafická, vývojová prostředí používaná před příchodem operačních systémů Microsoft Windows byla textová, přičemž využívala funkčních i takzvaných horkých kláves k vykonání různých úkolů (Turbo Pascal je častým příkladem). Protikladem k vývoji softwaru v IDE je psaní programů pomocí samostatných nástrojů (například Vim, GCC, make a GDB).

## Historie
IDE se stala nezbytnými v době, kdy se programy začaly vyvíjet přes konzoli nebo terminál. Jazyk Dartmouth BASIC byl prvním, který byl vyvinut s IDE (a byl také prvním, který byl navržen pro použití na konzoli nebo terminálu). Vývojové prostředí tohoto jazyka (část z Dartmouth Time Sharing System) bylo založeno na příkazech, a proto nevypadalo jako dnes používaná grafická IDE. Přesto integrovalo editaci, správu souborů, překlad, ladění a vykonávání stejně jako moderní IDE.
Maestro I je produkt firmy Softlab Munich a byl prvním integrovaným vývojovým prostředím pro software (1975). Maestro I byl po celém světě instalován pro 22 000 programátorů. Do roku 1989 existovalo například ve Spolkové republice Německo šest tisíc instalací. Maestro I byl pravděpodobně světovou jedničkou v tomto oboru v sedmdesátých a osmdesátých letech. Dnes můžeme najít jednu z posledních instalací Maestro I v Arlington Museum of Information Technology.
Jedno z prvních IDE s plug-in konceptem byl software s názvem Softbench. V roce 1995 časopis Computerwoche napsal, že používání IDE nebylo vývojáři dobře přijato z důvodu omezování jejich kreativity.

## Vizuální programování
V poslední době se zvyšuje zájem o vizuální programování (nezaměňovat s Visual Basic nebo Visual C++). Vizuální IDE umožňují uživateli vytvářet nové aplikace přemístěním programovacích stavebních bloků nebo uzlů a vytvořením vývojových diagramů nebo blokových schémat, které jsou dále přeloženy. Tyto diagramy bývají často založeny na UML (Unified Modeling Language).
Toto rozhraní získalo oblibu s příchodem systému Lego Mindstorms a je aktivně používáno řadou společností, které tak chtějí těžit ze schopností prohlížečů, jako například těch vytvořených v Mozille. KTechlab podporuje programování pomocí vývojových diagramů a je populárním vývojovým prostředím a simulátorem pro vývoj aplikací pro mikropočítače. Vizuální programování se také zasloužilo o rozšíření distribuovaného programování. Max, jeden z prvních softwarů pro vizuální programování, byl navržen podle analogového syntezátoru a byl v osmdesátých letech používán pro tvorbu hudebních aplikací. Dalším z průkopníků byl Prograph, původně navržený pro Macintosh a založený na principu datového toku. Grafické vývojové prostředí Grape je používáno pro programování stavebnicových robotů qfix.
Tento přístup je také používán u specializovaných softwarů, jako například Openlab, kde koncový uživatel požaduje maximální flexibilitu bez nutnosti dlouhého osvojování znalostí, jako je tomu u jiných programovacích jazyků.
Vizuální programování zastupuje v oblasti open source prostředí Mindscript, které poskytuje rozšířené funkce pro šifrování, propojení s databázemi atd.

## Podpora programovacích jazyků
Některá IDE podporují více jazyků, jako například Eclipse nebo Netbeans, oboje vytvořené v Javě, nebo MonoDevelop, vytvořený v C#.
Podpora pro alternativní jazyky je často poskytována prostřednictvím pluginů, které mohou být instalovány současně na stejném IDE. Například Eclipse a Netbeans mají pluginy pro C/C++, Python, Ruby, nebo PHP a některé další jazyky.

## Příklady
Následuje několik příkladů vývojových prostředí podle programovacích jazyků.
- Object Pascal
  - Delphi
  - Kylix
  - Lazarus
  - Free Pascal
- Java
  - NetBeans
  - Eclipse
  - IntelliJ IDEA
  - jEdit
  - JBuilder
  - JDeveloper
- C a C++
  - Microsoft Visual Studio
  - NetBeans
  - Code::Blocks
  - CLion
  - Dev-C++
  - C++Builder
  - Turbo C
  - Anjuta
  - MinGW Developer Studio
  - Sun C++ Forge
  - Ultimate++
  - Microsoft Visual C++
  - VisualAge C++
  - wxDev-C++
  - OpenLDev
- PHP
  - NetBeans
  - PHPStorm
  - Hapedit
  - Zend Studio
  - PSPad
  - Notepad++
- specializované
  - Carbide.c++
  - CodeWarrior
  - DJGPP
  - Dart Editor
- prostředí pro více jazyků
  - NetBeans
  - Eclipse
  - KDevelop

Na svou dobu dobré nástroje, které ale běžely pouze pod DOSem, stejně jako programy v nich přeložené, a proto spolu s ním zastaraly: Turbo Pascal, Turbo C, Borland C.